# Église Notre-Dame de Luz
L’église Notre-Dame (en portugais : Igreja de Nossa Senhora) est une église située à Luz dans la région de l'Algarve, au Portugal.

## Histoire
Un ermitage est attesté au XVIe siècle, à l'emplacement du chœur actuel, autour d'une statue de la Vierge ; une église est construite, endommagée par le tremblement de terre de 1755.
L'église actuelle a été construite en 1874 sous la direction de João Marreiros Neto. 